# Bogaczewo (powiat elbląski)
Bogaczewo (niem. Güldenboden) – wieś w Polsce położona w województwie warmińsko-mazurskim, w powiecie elbląskim, w gminie Elbląg. Leży przy drodze ekspresowej nr S7 i na trasie linii kolejowej nr 204 i linii kolejowej nr 220.
W latach 1954–1957 wieś należała i była siedzibą władz gromady Bogaczewo, po jej zniesieniu w gromadzie Komorowo Żuławskie. W latach 1975–1998 miejscowość należała administracyjnie do województwa elbląskiego.
W Bogaczewie stoi zabytkowa wodociągowa wieża ciśnień z 1912 r.